# راین قلعه
راین قلعه، روستایی در دهستان مارز بخش چاه دادخدا شهرستان قلعه‌گنج در استان کرمان ایران است. این روستا، مرکز دهستان مارز است.

## جمعیت
بر پایه سرشماری عمومی نفوس و مسکن در سال ۱۳۹۵، جمعیت این روستا برابر با ۵۶۵ نفر (۱۳۴ خانوار) بوده‌است.